# Bonellia frutescens
Bonellia frutescens (Mill.) B.Ståhl & Källersjö – gatunek roślin z rodziny pierwiosnkowatych (Primulaceae). Występuje naturalnie w Kolumbii oraz Wenezueli. 

## Morfologia
PokrójZimozielone drzewo lub krzew.
LiścieBlaszka liściowa ma eliptyczny kształt. Mierzy 3–6 cm długości oraz 1–2,5 cm szerokości, jest całobrzega, ma ostrokątną i ostry wierzchołek. Ogonek liściowy jest nagi i ma 2 mm długości.